# Leyte (provins)
Leyte er en filippinsk provins i regionen Eastern Visayas i landsdelen Visayas. Den omfatter størstedelen af øen Leyte. I nord er den skilt fra øen og provinsen Biliran med et smalt stræde. Provinshovedstaden er Tacloban City. Vest for Leyte ligger øen og provinsen Cebu, og i syd grænser den op til Southern Leyte, som omfatter den sydlige fjerdedel af øen. I øst ligger øen Samar med provinsen Samar, tidligere kaldt Western Samar.
Øen Leyte var længe én provins. På grund af vanskeligheder med at administrere hele øen fra Tacloban, blev Southern Leyte udskilt som egen provins den 22. maj 1959.

## Politisk inddeling
Leyte er delt i 2 "cities" (bykommune) og 41 "municipalities" (landkommuner).

### Bykommune (city)
- Ormoc City
- Tacloban City

### Landkommuner (municipalities)
| - Abuyog - Alangalang - Albuera - Babatngon - Barugo - Bato - Baybay - Burauen - Calubian - Capoocan - Carigara | - Dagami - Dulag - Hilongos - Hindang - Inopacan - Isabel - Jaro - Javier (Bugho) - Julita - Kananga - La Paz | - Leyte - Macarthur - Mahaplag - Matag-ob - Matalom - Mayorga - Merida - Palo - Palompon - Pastrana - San Isidro | - San Miguel - Santa Fe - Tabango - Tabontabon - Tanauan - Tolosa - Tunga - Villaba |